# Търговски пасаж
Вижте пояснителната страница за други значения на Пасаж.
Паса̀жът (на френски: passage – 'преминаване, преход, проход') в архитектурата е вид постройка за търговия на дребно.
Той е продължител на покритите пазари (във форми от сергии с общ покрив до магазини в сгради също с общ покрив) и безистените, както и предшественик на универмазите и търговските центрове.
В пасажа магазините са разположени на етажи в сгради отстрани на широк проход (галерия или пешеходна улица) с остъклен покрив между сградите. Пасажът е особено разпространен през втората половина на XIX век, когато постепенно се преминава от покриване на проходи между сгради към изграждане на сгради с търговски галерии.
За пример може да служи т.нар. Галерия „Виктор Емануил ІІ“, построена в Милано през 1865 – 1877 г. Първата постройка във вид на търговски пасаж в Русия е „Пасаж“ в Санкт Петербург, изграден в периода от 1846 до 1848 г.